# Вітович Олег Васильович

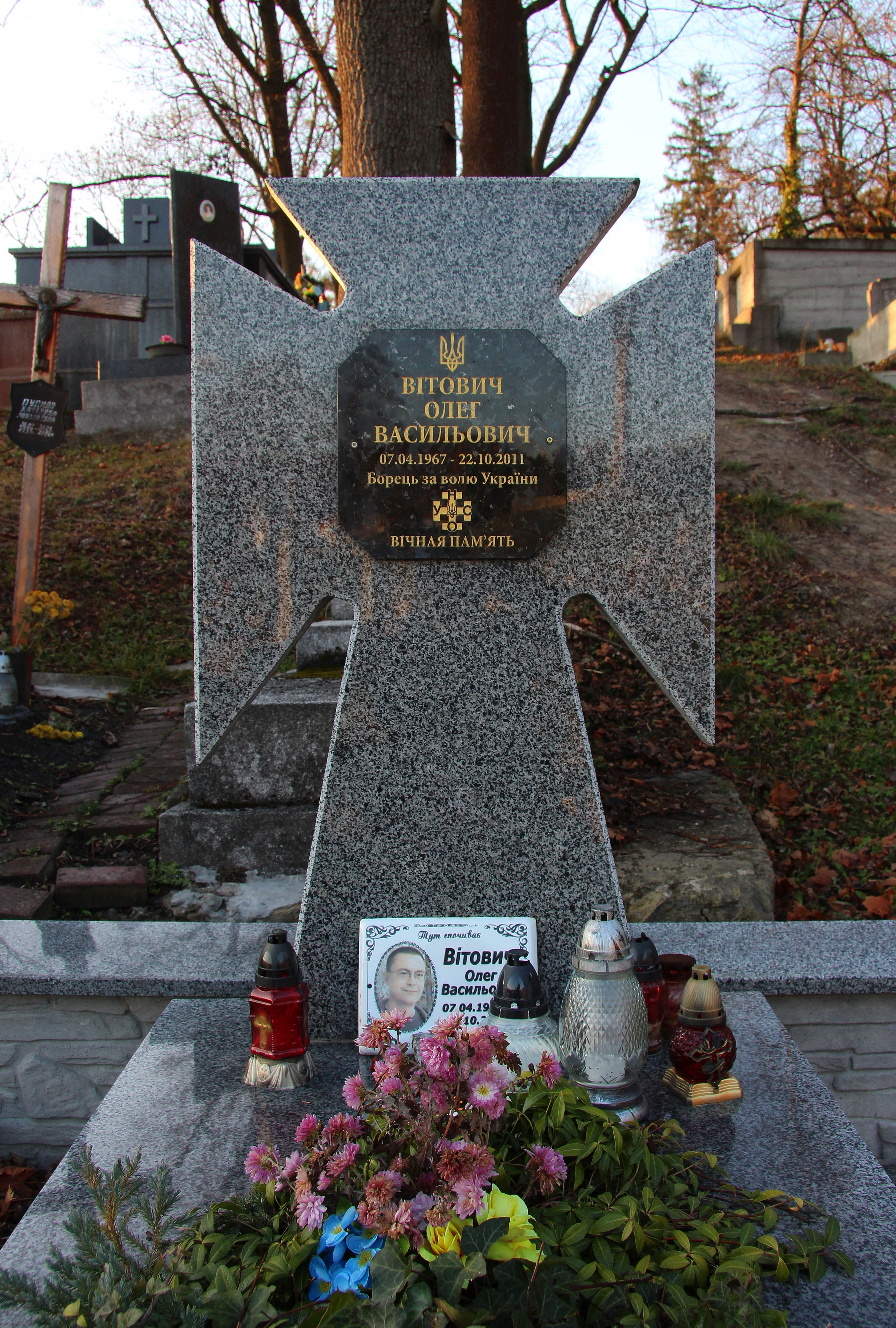
Могила Олега Вітовича на 79 полі Личаківського цвинтаря у Львові

Олег Васильович Вітович (нар. 7 квітня 1967, Кременець, Тернопільська область — пом. 22 жовтня 2011, Київ) — український політик, народний депутат України 2-го скликання.

## Життєпис
Навчався і працював у Львові. Закінчив Львівський політехнічний інститут. Здобув дві вищі освіти, закінчив аспірантуру.

## Громадсько-політична діяльність
В кінці 1980-х і на початку 1990-х був політичним активістом на Львівщині — сотні мітингів, пікетів, панахид і 18 кримінальних справ за розстрільними статтями (антидержавна агітація і пропаганда, заклики до повалення наявного державного ладу і т. д., врятувала лише вказівка Михайла Горбачова що всі статті, за якими судили дисидентів, не застосовувати на практиці).
Олег Вітович вів численні публіцистичні колонки, редагував та був співредактором самвидаву, редагував самвидав «Голос націоналіста»
Олег Вітович одним з перших, хто висував націоналістичні гасла у своїх статтях і публічних виступах. На одному з львівських мітингів Олег оголосив, що гасло сьогодення: «Україна для українців», чим спантеличив львівських демократів з Руху. Дехто оголосив його провокатором, але відомо, що ідеї Олега суттєво радикалізували національний рух. Олег мав численних прихильників і симпатиків. Жінки надсилали йому листи зі своїми зізнаннями, чоловіки захоплювалися його ідеями. Талановитий оратор, цікавий публіцист, Олег став організатором львівських осередків практично всіх національно-визвольних організацій (УГС, «Руху», «Меморіалу», «Товариства української мови», страйкових комітетів (організував і розпочав перший львівський страйк з політичними вимогами).
Один із засновників Української націоналістичної спілки — закритої організації орденського типу, співголова і співзасновник Спілки незалежної української молоді, а дещо пізніше — націоналістичної фракції СНУМ. Вже на першому з'їзді СНУМу оголосив про створення цієї фракції. Один із організаторів УНА. З 1994 по 1999 — голова УНА-УНСО.
В першій половині 1990-х років по Львову ходили численні чутки про постійні напади бойовиків Вітовича на різні установи, зокрема приміщення Російського культурного центру у Львові.
З 1990 по 1994 рік — депутат Львівської обласної Ради, з 1994 по 1998 роки — Народний депутат України. Запам'ятався як депутат тим, що першим зайшов у сесійний зал ВРУ в камуфляжі, порванням російського прапора на трибуні Верховної Ради та численними законопроєктами щодо ядерного статусу України. На численні запитання про його правозахисну діяльність (був головою підкомітету Верховної Ради України з прав людини) завжди відповідав — хіба можна захистити права людини без ядерної зброї, чим викликав у представників іноземних делегацій шок.
Інші його дії — народний суд над головою сільради в себе на окрузі («як адвокат я не маю що доброго сказати, як прокурор я звинувачую в недбалому ставленні до односельців похилого віку, як суддя я вас засуджую до 20 ударів буком» (тобто ніжкою від дубового стола) — газети тоді гнівно розкритикували його дії, зате під час наступного приїзду на округ його очікувало кілька сотень прохачів з інших сіл, інших районів, інших округів і навіть із сусідньої області з проханням зробити аналогічні візити в їх населені пункти.
Двічі брав участь в бойових діях (в 1992—1993 роках) — у Придністров'ї та Абхазії. У середині 1990-х допомагав білоруській демократичній опозиції й паралельно з цим в 4-х державах був оголошений військовим злочинцем.
Також Олег Вітович відомий як філософ, історик, публіцист і навіть співак (в 90-х на рок-концерті підмінив п'яного виконавця, свого друга, публіка була в захваті від депутата, який співав), товаришував практично зі всіма політв'язнями, багатьма відомими в 90-х роках журналістами. Олег мав і багато ворогів, які заздрили його популярності серед молоді.
Після депутатської каденції він відійшов від націоналістів УНА, у 1999 році несподівано для багатьох став функціонером «медведчуківської» СДПУ(о).
Похований на 79 полі Личаківського цвинтаря.

## Родина
Дружина Христина та донька Ксенія.

## Відзнаки
Нагороджений медаллю уряду ПМР та подякою уряду Грузії.